# Baledgarno

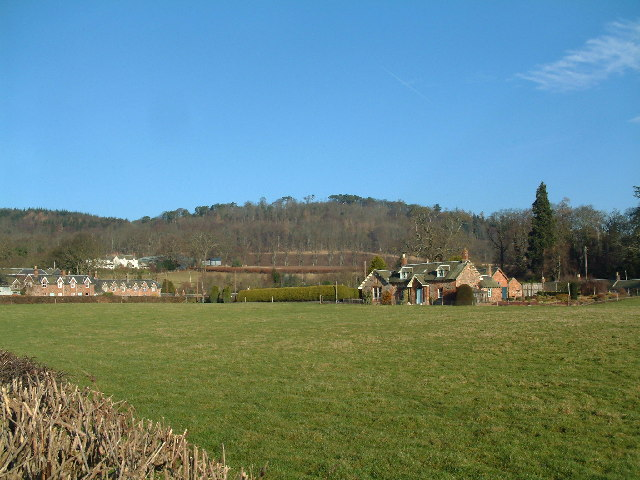
Blick auf den Ort

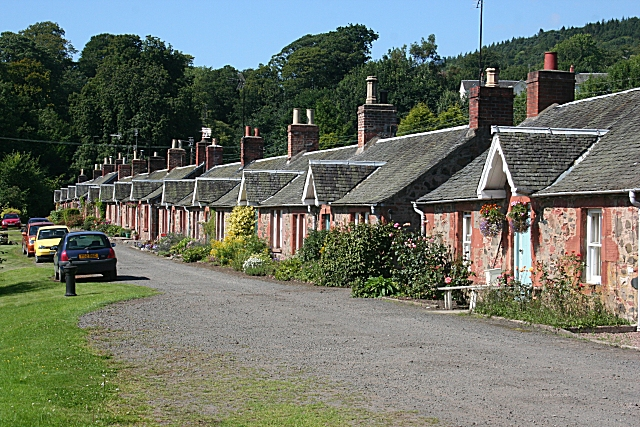
Häuserzeile in Baledgarno

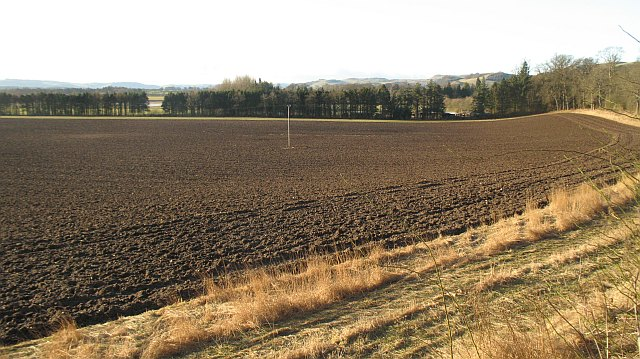
Acker bei Baledgarno

Baledgarno ist eine Ortschaft, die im Norden von Schottland zwischen Perth im Westen und Dundee im Osten in der Council Area Perth and Kinross liegt. Im Rahmen der historischen Gliederung Schottlands in Civil Parishes zählt es zu Inchture, das zu Perthshire gehörte.

## Geographie
Baledgarno liegt am Ostrand der Sidlaw Hills in der angrenzenden, flachen Landschaft Carse of Gowrie. Der hier nach Südosten fließende Bach Baledgarno Burn mündet in einen Zufluss des Firth of Tay. Nach Dundee sind es etwa 13 Kilometer.
Die am Ort vorbeiführende Straße B953 verbindet Balbeggie im Westen mit Inchture im Süden. Kleinere Ortschaften in der Nähe sind Abernyte im Nordwesten und Ballindean im Südwesten.

## Historisch Bedeutsames
Baledgarno war im 18. Jahrhundert gegründet worden als Wohnort für Menschen, die in der, etwas nordöstlich gelegenen Rossie Priory von Lord Kinnaird arbeiten sollten. In Baledgarno finden sich mehrere Bauwerke aus dieser Zeit, die als Listed Building in unterschiedlichen Kategorien unter Denkmalschutz stehen.
Es sind das Bauernhaus und die Stallungen der Baledgarno Farm, das Alte Schulhaus, das Bauernhaus Castlehill, die in vier Gruppen untergliederten Baledgarno Cottages letztere mitsamt einer Mühle. Hinzu kommt eine Fußgängerbrücke über den Bach.